# Il carnevale di Arlecchino
Il carnevale di Arlecchino è un quadro dipinto con tecnica a olio su tela, realizzato da Joan Miró nel biennio 1924-1925, dunque dopo l'adesione al Surrealismo. Già appartenuto a Pierre Matisse, è oggi conservato nella Albright-Knox Art Gallery di Buffalo.

## Descrizione
Mirò compose questo quadro prima che Breton scrivesse il manifesto surrealista, ma in esso applica già la tecnica surrealista dell'automatismo psichico, che prevede di mettere a dura prova il corpo per permettere all'immaginazione di perdersi in visioni fantastiche e surreali.
Lo scopo dell'artista in questo quadro è proprio rappresentare una delle sue visioni. Si riconosce qualche elemento della realtà (un gatto, un tavolo, un pesce, una scala). Dalla finestra un triangolo nero che emerge simboleggia la Tour Eiffel; un cerchio verde trafitto da una freccia sottile, posto su un tavolo, sta a indicare un mappamondo; ma questi non sono altro che elementi della realtà che si trasformano dando origine alla visione. Tutti gli oggetti sono fluttuanti, quasi fossero inventati. Popolano questo ampio spazio alla stregua di fantasmi.
L'artista non rappresenta più, come nel precedente La fattoria, la realtà visibile, ma quella del suo inconscio. Compare ancora una volta la scala a pioli, ricorrente nelle opere di Mirò. La scala rappresenta un trampolino di lancio che parte dalla realtà e va oltre: è la fantasia, il surreale.